# Вестник ПСТГУ
Ве́стник Правосла́вного Свя́то-Ти́хоновского гуманита́рного университе́та (кратко Ве́стник ПСТГУ, до 2004 года — Ве́стник Правосла́вного Свя́то-Ти́хоновского богосло́вского институ́та, кратко Ве́стник ПСТБИ) — научный журнал Православного Свято-Тихоновского гуманитарного университета, предназначенный для публикации основных результатов диссертационных исследований на соискание учёной степени доктора и кандидата наук, результатов иных исследований по разрабатываемым в ПСТГУ научным направлениям. В «Вестнике ПСТГУ» также публикуются оригинальные научные материалы, представляющие интерес для социо-гуманитарной науки и имеющие теоретическую и практическую значимость. Наряду с бумажной версией журнала на сайте ПСТГУ публикуется её электронный аналог.
Разбит на 5 тематических серий, которые соответствии с требованиями Высшей аттестационной комиссии при Министерстве образования и науки РФ зарегистрированы в Федеральной службе по надзору в сфере связи, информационных технологий и массовых коммуникаций в качестве самостоятельных средств массовой информации:
- Серия I. Богословие. Философия. Религиоведение. ISSN 1991-640X. Периодичность: — 6 раз в год[3]. Серия также индексируется в Scopus.
- Серия II. История. История Русской Православной Церкви. ISSN 19916434. Периодичность: — 6 раз в год[4].
- Серия III. Филология. ISSN 19916485. Периодичность: 4 раза в год[5].
- Серия IV. Педагогика. Психология. ISSN 19916493. Периодичность: 4 раза в год[6].
- Серия V. Вопросы истории и теории христианского искусства. ISSN 22205098. Периодичность: 4 раза в год.[7].

## История

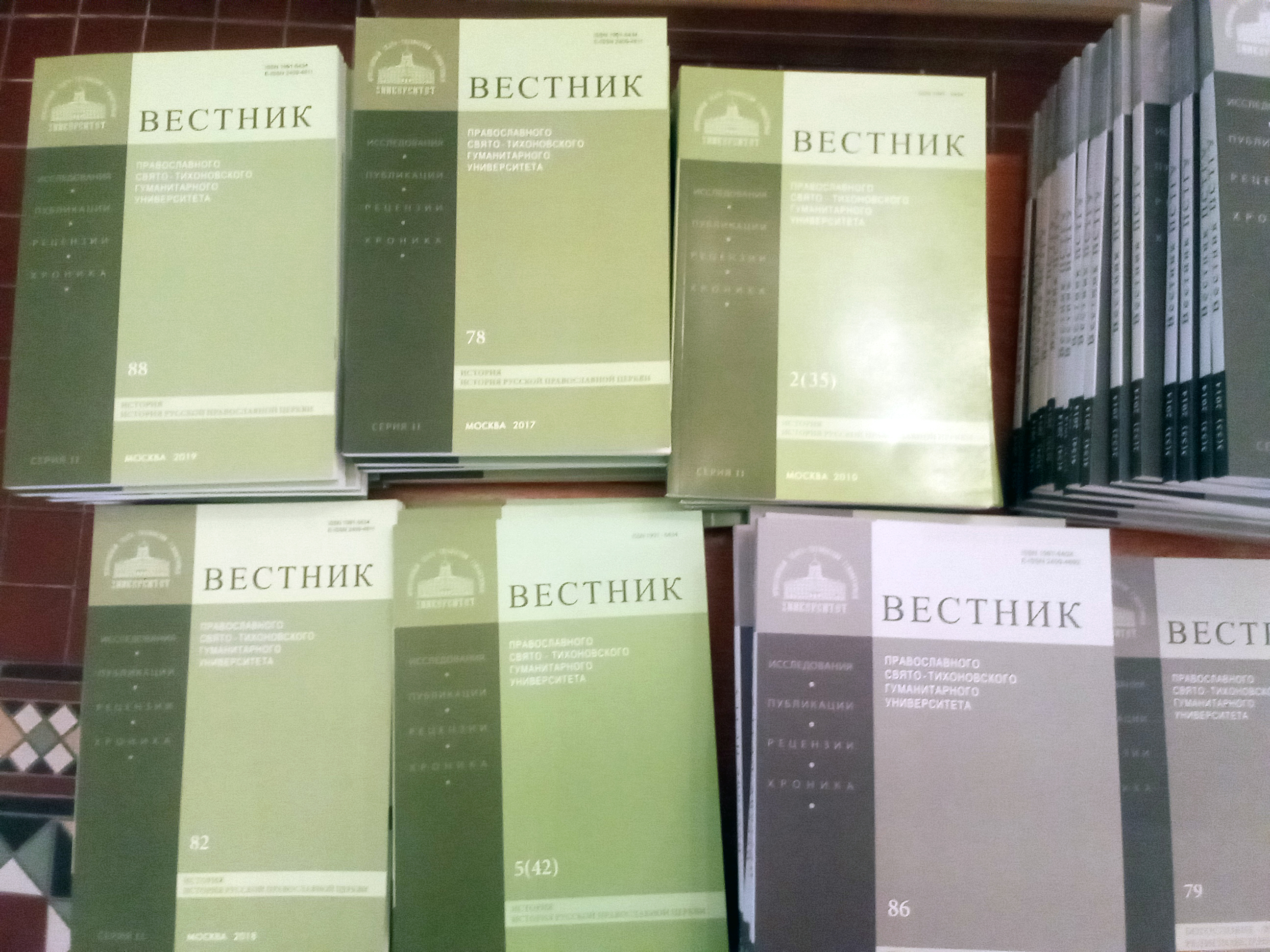
Журналы «Вестник ПСТГУ». Серия II (зелёный) и Серия I (серый)

Возникший в марте 1992 года Православный Свято-Тихоновский Богословский институт в том же году выпустил пробный номер «Вестника ПСТБИ» объёмом 60 страниц, который в основном имел информационный характер. Открывался Вестник сообщением об организации нового Института Русской Православной Церкви и его целях. Центральное место в первом выпуске заняла прочитанная в мае 1992 года в ПСТБИ лекция протопресвитера Иоанна Мейендорфа «Проблемы современного богословия».
В 1997 году Свято-Тихоновским богословским институтом был начат выпуск «Богословского сборника». Основные рубрики «Сборника» соответствовали направлениям деятельности института — изучение богословия, церковной истории, проблем богословского образования. Всего за 1997—2005 годы было издано 13 выпусков «Богословского сборника». Издание не имело строгой периодичности: в 1998 и 2004 годы выпусков не было, в 1999-м вышло три номера, в 2000—2003 годы — по два, в 2005-м — один. Перерастание Богословского института в Гуманитарный университет в начале 2000-х годов сопровождалось тем, что и на других факультетах (Историческом в первую очередь) также стали в достаточном количестве появляться научные статьи, которые заслуживали публикации, но не вполне подходили для рубрики «Богословие». К тому времени объём «Материалов Ежегодной богословской конференции» и «Богословского сборника» не позволял вместить все поступавшие в редакцию и на конференцию значимые статьи и материалы. Было решено начать на постоянной основе издание общеинститутского «Вестника» со свободно меняющейся рубрикацией для публикации статей различных направлений.
Первый номер нового журнала вышел осенью 2003 года и открывался благословением Патриарха Алексия II. Главным редактором «Вестника ПСТБИ», так же как ранее и «Богословского сборника», стал протоиерей Владимир Воробьёв, его заместителем (ответственным редактором) — М. Е. Колесова. Первый номер «Вестника» имел рубрики «Филология», «История» и «Педагогика». Во втором и третьем выпусках, датированных 2004 годом, «Педагогику» сменила «Философия», а в четвёртом номере, вышедшем в 2005 году, рубрик осталось две: «Филология» и «История». При этом, в связи с переименованием вуза, начиная с третьего номера журнал в связи с переименованием вуза получает название «Вестник Православного Свято-Тихоновского Гуманитарного университета».
Научный рост ПСТГУ привёл к тому, что сохранять все рубрики журнала под одной обложкой стало невозможным. В 2005 году после выхода четвёртого номера «Вестника ПСТГУ», было решено объединить издание «Вестника ПСТГУ» и «Богословского сборника» и начать выпуск «Вестника ПСТГУ» в четырёх сериях: «Серия I. Богословие. Философия», «Серия II. История. История Русской Православной Церкви», «Серия III. Филология», «Серия IV. Педагогика. Психология». Со 2-й номера серии II для выпусков этой серии была введена сплошная нумерация. С учётом того, что ему предшествовало 13 выпусков «Богословского сборника» 1997—2005 года и пять выпусков «Вестника ПСТБИ/ПСТГУ» 2003—2005 годов (выпуск 1992 года в счёт не вошёл), этот номер был определён как 19-й.
В 2007 году «Вестник ПСТГУ» приобрёл новое оформление обложки, стандартизированный объём (10-12 печатных листов) и стал выходить строго периодично — по четыре номера в год, что продолжалось до 2010 года. В 2007 году Факультет церковного пения начал выпуск пятой серии журнала: «Вестник ПСТГУ. Серия V: Музыкальное искусство христианского мира». Пять его номеров вышли в период с 2007 по 2009 год. Начиная с 2010 года к выпуску журнала присоединяется Факультет церковных художеств ПСТГУ. Соответственно расширению тематики изменилось название журнала на «Вестник ПСТГУ. Серия V: Вопросы истории и теории христианского искусства».
В марте 2010 года 4 серии журнала «Вестник ПСТГУ» (I, II, III, IV) включены в Перечень ВАК. Данное решение стало итогом многолетней работы, проводившейся руководством Православного Свято-Тихоновского гуманитарного университета и Редакционным советником «Вестника» в направлении обеспечения информационной открытости издания, его строгой периодичности, введения института обязательного рецензирования предоставляемых в редакцию материалов. Вестник ПСТГУ стал первым периодическим изданием, включённым в перечень ВАК. В 2012 году пятая серия также включена в перечень ВАК.
С 2014 года все номера журнала «Вестник ПСТГУ» сразу после выхода из печати выкладываются на официальном сайте вуза.
В феврале 2019 года «Вестник Православного Свято-Тихоновского гуманитарного университета. Серия I: Богословие. Философия. Религиоведение» прошёл процедуру оценки и включен в крупнейшую мировую реферативную базу данных научных публикаций Scopus. Вестник ПСТГУ стал первым издании в России, выпускаемым религиозной организацией, которое внесено в Scopus. Как отметил иерей Константин Польсков, «с точки зрения содержательной, решение о включении первой серии нашего Вестника в базу данных Scopus означает не только то, что его научный уровень соответствует международному уровню, но и то, что совсем молодая для современного отечественного высшего образования и науки теология получила столь высокое признание».
26 сентября 2022 года ВАК обновила реестр научных изданий для публикации российских учёных. В реестр вошли все пять серий Вестника ПСТГУ. Причём, «Серия 2: История. История Русской Православной Церкви» с рейтингом (№ 66, рейтинг 0.600) была отнесена к первой категории (К-1); серии 1 (№ 691, рейтинг 0.400) и 4 (№ 1095, рейтинг 0.300) отнесены ко второй категории (К-2), серии 5 (№ 2064, рейтинг 0.150) и 3 (№ 2347, рейтинг 0.100) — к третьей. В соответствии с Рекомендацией ВАК № 3-пл/1 от 21 декабря 2023 года «О категорировании перечня рецензируемых научных изданий, в которых должны быть опубликованы основные научные результаты диссертаций на соискание ученой степени кандидата наук, на соискание ученой степени доктора наук» три научных издания, выпускаемых ПСТГУ, отнесены к высшей категории (К-1): «Вестник ПСТГУ Серия 1: Богословие. Философия. Религиоведение», «Вестник ПСТГУ. Серия 2: История. История РПЦ», «Вестник ПСТГУ. Серия 3: Филология». Серия «Вестник ПСТГУ. Серия 4: Педагогика. Психология» отнесён к категории К-2, а серия «Вестник ПСТГУ. Серия 5: Вопросы истории и теории христианского искусства» — к категории К-3.